# 정선호 (축구인)
정선호(1989년 3월 25일 ~ )는 대한민국의 전직 축구 선수 출신 축구 지도자로 현역 시절 포지션은 미드필더였으며 현재 대구 FC의 코치로 활동 중이다.

## 클럽 경력

### 울산 현대미포조선 돌고래
경기도 고양시 일산서구 출신으로 신한고등학교, 동의대학교를 졸업한 뒤 2011 K리그 드래프트를 신청했으나 지명을 받지 못한 채 결국 내셔널리그의 울산 현대미포조선 돌고래에 입단했다.
현대미포조선 입단 후 2012 시즌까지 활동하는 동안 2011년 내셔널리그 우승, 2011년 내셔널축구선수권대회 우승, 2012년 내셔널리그 3위, 2012년 내셔널축구선수권대회 준우승 등에 이바지했으며 2011 시즌에는 내셔널리그 베스트 11에도 선정되기도 했다.

### 성남 FC
2012 시즌을 마친 뒤 2013 K리그 드래프트에 다시 도전한 끝에 성남 일화 천마의 지명을 받으며 프로 입단에 성공했고 같은 해 3월 16일 열린 인천 유나이티드와의 2013년 K리그 클래식 3라운드 홈 경기에서 프로 데뷔전을 치렀으나 인천과의 경기 이후 출전 기회를 부여받지 못한 채로 시즌을 마쳤다.
그러다가 2014 시즌부터 출전 기회를 차츰차츰 부여받기 시작했고 5월 3일에 열린 포항 스틸러스와의 2014년 K리그1 11라운드 경기에서 후반 30분 프로 데뷔골을 터뜨렸고 5개월 뒤에 열린 경남 FC와의 31라운드 경기에서는 환상적인 득점을 터뜨리며 화제를 모았으며 2014년 FA컵에서도 1골을 기록하며 성남의 통산 3번째 FA컵 우승에 일조하기도 했다.

### 상주 상무
2017 시즌을 앞두고 상주 상무에 입대했으나, 십자인대 파열에 발목이 잡히면서 그 해 10월에 의병 전역했다. 2017 시즌 종료 후 자유계약선수로 풀려났다.

### 대구 FC
2018 시즌을 앞두고 대구 FC의 유니폼으로 갈아입은 후 2018년 FA컵에서 대구의 창단 첫 FA컵 우승을 경험했고 멜버른 빅토리와의 2019년 AFC 챔피언스리그 F조 조별리그 5차전에서는 후반 37분 니시 쓰바사의 교체 선수로 투입된지 단 1분만에 약 3년만의 프로에서의 득점을 성공시키며 팀의 4-0 대승에 일조했다.
그러나 2018 시즌에 이어 2019 시즌에서도 주전 경쟁에서 밀려나면서 출전 기회를 부여받지 못했고 결국 2019 시즌을 마친 뒤 대구와의 계약을 전격 해지했다.

### 수원 FC
2020 시즌을 앞두고 K리그2의 수원 FC의 유니폼으로 갈아입은 후 교체 선수로 출전한 경남 FC와의 2020년 K리그2 플레이오프에서 결정적인 PK를 얻어내며 수원 FC의 창단 첫 K리그1 승격에 크게 일조했으나 시즌 종료 후 계약 만료로 팀을 떠났다.

### 대전 한국철도 축구단
수원 FC와 결별 수순을 밟은 뒤 2021 시즌 전반기까지는 소속팀이 없는 무적 선수로 지내다가 여름 이적 시장을 통해 K3리그의 대전 한국철도 축구단에 합류했다.
2021 시즌을 끝으로 10년간의 현역 생활을 마감했다.

## 지도자 경력

### 대구 FC B
2022 시즌을 앞두고 K4리그 소속팀이자 자신의 친정팀인 대구 FC의 리저브팀인 대구 FC B팀 코치로 부임하며 본격적인 지도자 커리어를 시작한 뒤 시즌 중 정철영 감독이 계약 만료로 팀을 떠나면서 감독 대행으로 승격되었고 감독 대행 승격 후 2023년 K4리그 준우승 및 차기 시즌 K3리그 승격을 이끌었다.

### 대구 FC
대구 FC B팀을 K3리그로 승격시킨 뒤 2024 시즌을 앞두고 서동원 감독이 대구 FC B팀의 사령탑으로 부임하면서 1군 코치로 전격 승격되었다.
2024년 4월 19일 최원권 감독이 성적 부진으로 사퇴하자, 잠시 감독 대행을 맡아 1경기를 이끌었다.

## 수상

### 클럽 (선수)
울산 현대미포조선 돌고래
- 내셔널리그 : 우승 (2011), 3위 (2012)
- 내셔널축구선수권대회 : 우승 (2011), 준우승 (2012)

성남 FC
- 코리아컵 : 우승 (2014)

대구 FC
- 코리아컵 : 우승 (2018)

수원 FC
- K리그2 : 준우승 (2020)

### 클럽 (지도자)
대구 FC B
- K4리그 : 준우승 (2023)

### 개인 수상
- 내셔널리그 베스트 11 : 2011